# Shrinkwrapped
Shrinkwrapped è il sesto album in studio del gruppo musicale post-punk britannico Gang of Four, pubblicato nel 1995.

## Tracce
1. Tattoo – 4:08
2. Sleepwalker – 3:30
3. I Parade Myself – 4:10
4. Unburden – 3:13
5. Better Him Than Me – 3:49
6. Something 99 – 2:49
7. Showtime, Valentine – 4:42
8. Unburden Unbound – 2:45
9. The Dark Ride – 3:35
10. I Absolve You – 4:04
11. Shrinkwrapped – 3:25